# Upplands runinskrifter 567
Upplands runinskrifter 567 är en vikingatida runsten vid Lohärads kyrka, Lohärads socken och Norrtälje kommun. Runstenen är 1,3 meter hög, 0,9 meter bred och 20-25 centimeter tjock. Stenen står nu vid kyrkomuren men har tidigare legat i sakristians golv.

## Inskriften
Translitterering av runraden:
(a)nutr · au(k) · sai(n) [· auk × irbiarn × a]uk · hahuʀþr
Normalisering till runsvenska:
Anundr ok Svæinn(?)/Sæinn(?) ok Ærnbiorn ok Hægviðr(?).
Översättning till nusvenska:
Anund och Sven(?) och Ambjörn och Hägvid.